# Lucile Desmoulins
Anne-Lucile-Philippe Laridon-Duplessis dite Lucile Desmoulins, née le 18 janvier 1770 à Paris où elle est guillotinée le 13 avril 1794, est une personnalité de la Révolution française. Épouse du journaliste Camille Desmoulins, elle est guillotinée huit jours après son mari.

## Les jeunes années
Anne-Lucile-Philippe Laridon-Duplessis est née le 18 janvier 1770 à Paris et elle est baptisée le même jour en l'église Notre Dame de la Bonne-Nouvelle à Paris : son parrain est Philippe Cambier, seigneur d'Ourmoille et autres lieux, demeurant aux Quinze-Vingts, sa marraine est Françoise Hautier, veuve Boisdeveix.
Fille de Claude-Étienne Laridon-Duplessis, premier commis du Contrôle général des finances et d'Anne-Françoise-Marie Bois de Veix, Lucile a sans doute connu une jeunesse semblable à celle de bien d’autres jeunes filles issues d’un milieu bourgeois relativement aisé. Promenée entre la demeure familiale rue de Condé à Paris et la propriété de Bourg-la-Reine, on se plaît à imaginer - à la lecture de son journal - la jeune Lucile espiègle et rêveuse. Ses écrits fragmentaires nous montrent une jeune femme rieuse, sensible, qui tient un journal pour combattre son ennui et qui tente parfois en vain de rédiger des contes sous l’œil bienveillant d’une mère dont on la sent très proche.

## Camille Desmoulins
Son destin commence à se dessiner au début des années 1780 lorsque Camille Desmoulins, jeune avocat d’une vingtaine d’années, vient à rencontrer Madame Duplessis au jardin du Luxembourg. C’est ici, sans doute, que Lucile encore enfant fait sa connaissance. Camille, avocat sans clientèle et en butte à des ennuis financiers, est en quête d’une protection afin de vivre de ses écrits. Devenant familier des Duplessis, il fréquente régulièrement Lucile qu’il souhaite épouser en mars 1787. D’abord éconduit par le père, du fait de sa situation précaire et d’un avenir incertain, c’est un Camille auréolé de ses actions populaires durant les prémices de la Révolution qui parvient à obtenir l’agrément de M. Duplessis et la main de Lucile en décembre 1790.

## Le couple Desmoulins

Camille Desmoulins, sa femme Lucile et leur bébé Horace.
Portrait de famille (artiste anonyme XVIIIe siècle), musée national du Château de Versailles, 1792.

Lucile et Camille se marient le 29 décembre 1790 en l’église Saint-Sulpice à Paris en présence des parents de Lucile : Pétion, Brûlart, Robespierre, tous trois députés à l'Assemblée nationale et l'académicien Mercier sont les témoins du mariage. Le couple s’installe au 2 rue du Théâtre-Français (aujourd’hui 22 rue de l'Odéon) et Lucile donne naissance à un fils 
- Horace Camille Desmoulins (1792-1825).

Il demeure quelques pages du journal de Lucile concernant ces années a priori heureuses qui s’achevèrent avec l’emprisonnement de Camille en mars 1794. Outre son témoignage de la longue nuit du 9 au 10 août 1792 qu’elle vivra à l’écart dans la fatigue et l'angoisse, ses lecteurs l’accompagnent dans sa routine, ses anecdotes et ses fréquentations, de Pierre-François Robert, avocat membre du club des Cordeliers à l'épouse de Danton en passant par Guillaume Brune et sa femme. On apprend ses moqueries vis-à-vis du baron de la Poype qu’elle surnomme « poa poa », de Thuriot qui est un « fichu cochon » mais aussi que Danton ne pouvait s’empêcher de rire au contact de Lucile. Cet aspect insouciant et éternellement joyeux de sa personne a contribué à faire de la jeune femme un personnage attachant.

## Le complot des prisons
Cette affaire servit à monter de toutes pièces le procès — ou ce qui en tint lieu — de Lucile Desmoulins, Arthur Dillon et Philibert Simond que les comités voulaient faire exécuter sans être entendus publiquement. La parodie de justice tourna autour de la prétendue conspiration du Luxembourg à laquelle les trois accusés, et d’autres amalgamés à eux, furent déclarés coupables d’avoir participé.
Le 15 germinal an II (4 avril 1794), alors que son mari était mis hors débat avec Danton et leurs coaccusés, un arrêté des comités réunis chargea Dossonville de conduire Lucile Desmoulins « à sa destination ». Ce procès-verbal, s’il est authentique, est signé Barère, Voulland, Carnot, Prieur, Dubarran, Couthon et Robespierre. Le doute vient du fait qu’il figure non pas dans les papiers des comités qui ont été expurgés ou falsifiés, mais dans les papiers de Matton de La Varenne, le célèbre avocat violemment anti-robespierriste qui dit tenir les archives Desmoulins de la belle-mère et de la belle-sœur de Camille, archives revisitées par le conventionnel Étienne-Jean Panis, un proche de Bertrand Barère de Vieuzac et du marquis de Travanet. Si un doute persiste quant à la signature de Maximilien de Robespierre, il n’y en a aucun concernant la date et l’envoi de Lucile Desmoulins au Luxembourg, au secret, où Dillon lui aurait aussitôt envoyé un billet intercepté par un porte-clé, et qu’elle ne reçut donc jamais. Le plus grand doute concerne ce « billet » – était-ce un faux ? – sur lequel s’échafauda la réalité d’un complot au sein de la prison et dont les principaux protagonistes étaient Arthur Dillon et Lucile Desmoulins qui avaient eu par le passé des rapports de société.
Le lendemain, au moment même où Camille était guillotiné en compagnie de Philippeaux, Danton et Fabre d'Églantine, la mort de Lucile Desmoulins était décidée. Elle fut transférée du Luxembourg à la Conciergerie le 20 germinal an II. Au Tribunal révolutionnaire, elle comparut aux côtés d'Arthur Dillon, Françoise Hébert, veuve de Jacques-René Hébert guillotiné le 4 germinal précédent, et Philibert Simon qui s’était exprimé dans le même sens que Philippeaux et Camille Desmoulins dans un discours aux jacobins qui ne fut pas apprécié par les partisans de la guerre à outrance. Accusés d’avoir conspiré contre la sûreté du peuple, ils furent dix-huit sur vingt-six à être condamnés et exécutés le jour même, le 13 avril, dans l’après-midi.

### Témoignage
Sur la route qui la mène de la Conciergerie à la mort, les témoignages ne semblent pas contredire l’image que Lucile renvoie à travers ses écrits et ceux de ses contemporains qui l’estimaient. Elle serait restée jusqu’au dernier instant fidèle à elle-même, emplie d’une étonnante et radieuse insouciance.
Il existe un témoignage d'origine inconnue de cette exécution :

« Les conspirateurs condamnés par le Tribunal révolutionnaire ont été exécutés hier à sept heures moins un quart (du soir). Chaumette à côté de Gobel répondait par le sourire de la rage aux reproches d’athéisme qu’on lui faisait ; Gobel était morne, silencieux, abattu ; Dillon pâle était à côté de Simon ; le comédien Grammont à côté de son fils ; la veuve Hébert et celle de Camille Desmoulins, habillées d’une manière élégante, et conservant le sang-froid, parlaient ensemble. Gobel et Chaumette ont été les derniers à subir leur supplice. La tête de Chaumette a été montrée au peuple, au bruit des applaudissements et des cris de « Vive la République ». La femme Hébert et la femme Camille Desmoulins sont les premières montées à l’échafaud, elles se sont embrassées avant de mourir. »

## Hommages

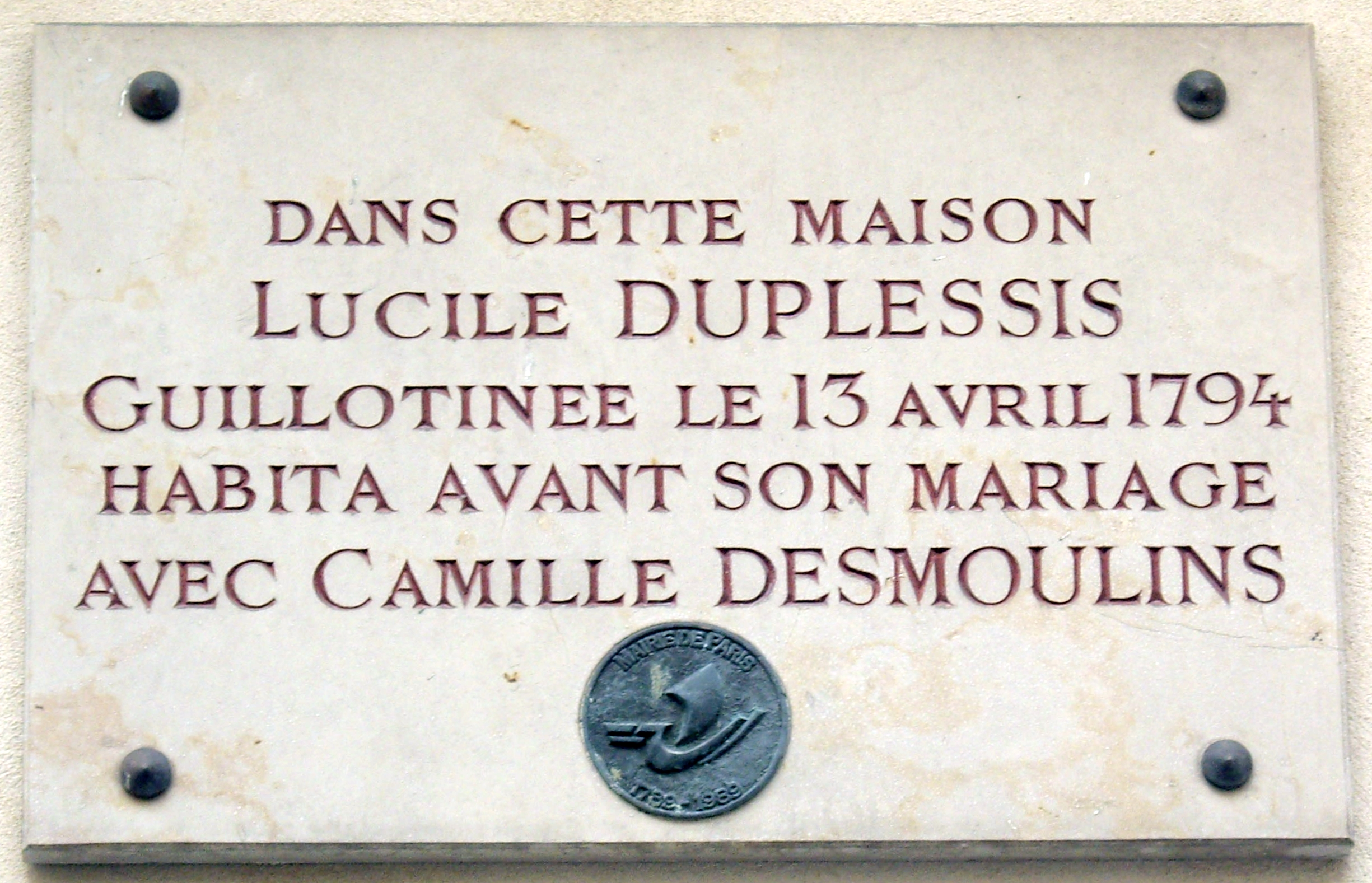
Plaque au no 22 rue Condé (6e arrondissement de Paris).

Une école primaire de la commune de Vérines (Charente-Maritime) porte le nom de Lucile Desmoulins.
Une école primaire de la commune de Tullins (Isère) porte le nom de Lucile et Camille Desmoulins. Les écoles primaires et maternelles de la commune portent toutes des noms relatifs à la Révolution française.
Un certain nombre de rues portent également son nom. C'est le cas de la rue Lucile Desmoulins à Fleury-Mérogis (Essonne) (non loin de la rue Rouget de Lisle et des allées Saint-Just et Robespierre), des rues Camille et Lucile Desmoulins à Évreux (Eure), (proche de la rue Danton), et à Achères (Yvelines), dans un quartier où rues, allées, avenues et place se rapportent toutes à la Révolution française.
La rose Lucile Duplessis (obtenteur Vibert).
À Paris, une plaque au 22 rue Condé, ancien logement de la famille Duplessis, sur laquelle est écrit « : Dans cette maison Lucile Duplessis guillotinée le 13 avril 1794 habita avant son mariage avec Camille Desmoulins ».

## Filmographie
- 1921 : La Mort de Danton de Dimitri Buchowetzki, interprétée par Charlotte Ander
- 1927 : Napoléon d'Abel Gance, interprétée par Francine Mussey
- 1932 : Danton d'André Roubaud, interprétée par Simone Rouvière
- 1959 : La Mort de Danton, interprétée par Avril Elgar
- 1962 : Arme Bitos de Joris Diels, interprétée par Anne-Marie Heijligers
- 1964 : La Terreur et la Vertu : Danton de Stellio Lorenzi (épisode 34 de la série La caméra explore le temps), interprétée par Rolande Cabanis
- 1965 : Poor Bitos de Donald McWhinnie (épisode de la série Theatre 625 (en)), interprétée par Gemma Jones
- 1970 : La Mort de Danton de Claude Barma, interprétée par Édith Scob
- 1977 : La Mort de Danton de Fritz Bornemann, interprétée par Barbara Schnitzler
- 1978 : Les Amours sous la Révolution : épisode La passion de Camille et Lucile Desmoulins de Jean-Paul Carrère, interprétée par Claude Jade
- 1981 : La Mort de Danton de Rudolf Noelte, interprétée par Birgit Doll
- 1983 : Danton de Andrzej Wajda, interprétée par Angela Winkler
- 1989 : La Révolution française de Robert Enrico et Richard T. Heffron, interprétée par Marie Bunel
- 2009 : Ce jour-là, tout a changé : épisode L'évasion de Louis XVI, interprétée par Ophélia Kolb